# Mulțime simplectică
În matematică, o mulțime simplectică este o mulțime netedă M, înzestrată cu o formă diferențială antisimetrică ω închisă, nedegenerată de gradul 2, numită formă simplectică. Studiul mulțimilor simplectice este făcut de geometria simplectică sau topologia simplectică. Mulțimile simplectice s-au născut în mod natural din formele abstracte ale mecanicii clasice și mecanicii analitice, ca un spațiu fibrat cotangent al mulțimilor, adică, în formularea Hamiltoniană a mecanicii clasice este furnizat unul din motivele principale ale domeniului: Setul tuturor configurațiilor posibile ale unui sistem este modelat ca o mulțime, iar acest spațiu fibrat cotangent descrie spațiul fazelor unui sistem.
Orice funcțe diferențiabilă reală H pe o mulțime simplectică poate servi ca funcție energetică sau Hamiltonian. Asociat oricărui hamiltonian avem un câmp vectorial Hamiltonian; integralele curbilinii ale câmpului vectorial Hamiltonian sunt soluții ale ecuației Hamilton–Jacobi. Câmpul vectorial Hamiltonian definește fluxul pe o mulțime simplectică numit flux Hamiltonian sau simplectomorfism. Alături de teorema lui Liouville, fluxul Hamitonian conservă forma volumului din spațiul fazelor.

## Definiție
O formă simplectică pe o mulțime M este o formă diferențială antisimetrică ω nedegenerată și închisă.  Condiția de nedegenerescență înseamnă că pentru orice valoare p ∈ M avem proprietatea că nu există nici o valoare X ∈ TpM astfel încât ω(X,Y) = 0 pentru orice valoare Y ∈ TpM. Condiția de antisimetrie înseamnă că pentru orice valoare p ∈ M și pentru orice X,Y ∈ TpM avem ω(X,Y) = −ω(Y,X). Să reamintim că matricile antisimetrice de ordin impar nu sunt inversabile, deoarece condiția ca ω să fie o formă diferențială antisimetrică de gradul 2 presupune ca M să fie pară. Condiția de închidere însemnă că derivata exterioară a lui ω, notată dω, este identic egală cu zero. Deci, o mulțime simplectică constă din perechea (M,ω) a unei mulțimi M și a unei forme simplectice ω. Atribuind o formă simplectică ω unei mulțimi M înseamnă că dă lui M o structură simplectică.

## Mulțime simplectică liniară
În matematică, există un model liniar standard numit spațiu vectorial simplectic R2n și fie în acest spațiu o bază {v1,…,v2n}. Atunci, definim forma simplectică ω astfel încât pentru orice 1 ≤ i ≤ n avem ω(vi,vn+i) = 1, ω(vn+i,vi) = −1,, iar ω este zero pentru orice altă pereche de vectori ai bazei. În acest caz forma simplectică se reduce la o simplă formă pătratică. Dacă In este matricea identitate n × n, atunci matricea Ω, a acestei forme pătrate, este dată de matricea (2n × 2n):
{\displaystyle \Omega =\left({\begin{array}{c|c}0&I_{n}\\\hline -I_{n}&0\end{array}}\right).}

## Lagrangianul și alte submulțimi
Există multe notații geometrice naturale ale submulțimilor unei mulțimi simplectice. 
- există submulțimi simplectice (virtual pentru orice dimensiune pară) în care forma simplectică este cerută pentru a induce o formă simplectică pe submulțime.
- pe submulțimi izotrope forma simplectică este restricționată la zero, adică, fiecare spațiu tangent este un subspațiu izotrop al spațiului tangent al mulțimii înconjurătoare. Similar, dacă fiecare subspațiu tangent la o submulțime este coizotrop (dualul unui subspațiu izotrop), atunci submulțimea se numește coizotropă.

Cel mai important caz al submulțimilor izotrope este acela al submulțimilor Lagrangianului. O submulțime Lagrangiană este prin definiție o submulțime izotropă de dimensiune maximă numită jumătatea dimensiunii mulțimii simplectice înconjurătoare. Submulțimile Lagrangiene rezultă în mod natural în multe situații fizice și geometrice. Un exemplu major de Lagrangian este acela al graficului unui simplectomorfism pe produsul mulțimii simplectice (M × M, ω × −ω), intersecțiile lor manifestând proprietăți de rigiditate pe care nu le manifestă mulțmile netede. Conjectura Arnold dă mai degrabă suma submulțimilor numerelor lui Betti ca o limită inferioară pentru numerele autointersecțiilor unei submulțimi Lagrangiene netede, decât caracteristica Euler în cazul neted. 
Vom vedea mai jos că, pata luminoasă obținută într-un sistem optic (numită caustică, poate fi explicată în termenii submulțimilor Lagrangiene.

## Fibratul lagrangian
Un fibrat lagrangian al unei mulțimi simplectice M este un fibrat în care toate fibrele sunt submulțimi lagrangiene. Deoarece M este de dimensiune pară, putem considera coordonatele locale (p1,…,pn,q1,…,qn), iar datorită teoremei lui Darboux forma simplectică ω poate fi, cel puțin local, scrisă ca ω = ∑ dpk ∧ dqk, în care d este derivata exterioară, iar ∧ produsul exterior. Folosind această structură putem considera local M ca fiind spațiul cotangent T*Rn, iar fibratul lagarngian ca un fibrat trivial π : T*Rn ↠ Rn. Aceasta este reprezentarea canonică.

## Aplicație lagrangiană
Fie L o submulțme Lagrangiană a unei mulțimi simplectice M dată prin imersiunea i : L ↪ M (i este numită imersiune Lagrangiană). Fie dat un fibrat Lagrangian π : M ↠ B al lui M. Operația (π ○ i) : L ↪ M ↠ B este o aplicație lagrangiană. Valoarea critică a lui π ○ i se numește caustică.

## Cazuri particulare și generalizări
- O mulțime simplectică înzestrată cu o metrică, adică compatibilă cu forma simplectică, este o mulțime pseudo-Kähler în sensul că spațiul fibrat tangent are o structură pseudo-complexă, dar nu neapărat integrabilă. Mulțimile simplectice sunt cazuri speciale ale mulțimilor Poisson. Definiția mulțimii simplectice cere ca forma simplectică să fie peste tot nedegenerată, dar dacă această condiție nu este indeplinită, mulțimea poate fi încă o mulțime Poisson.

- O mulțime multisimplectică de grad k este o mulțime înzestrată cu o formă k nedegenerată închisă. Vezi F. Cantrijn, L. A. Ibort and M. de León, J. Austral. Math. Soc. Ser. A 66 (1999), no. 3, 303-330.

- O mulțime polisimplectică este un spațiu fibrat Legendre înzestrat cu formă tangentă polisimplectică {\displaystyle (n+2)} utilizată în teoria câmpului Hamiltonian. Vezi: G. Giachetta, L. Mangiarotti and G. Sardanashvily, Covariant Hamiltonian equations for field theory, Journal of Physics A32 (1999) 6629-6642; arXiv: hep-th/9904062.